# Hof Aischland

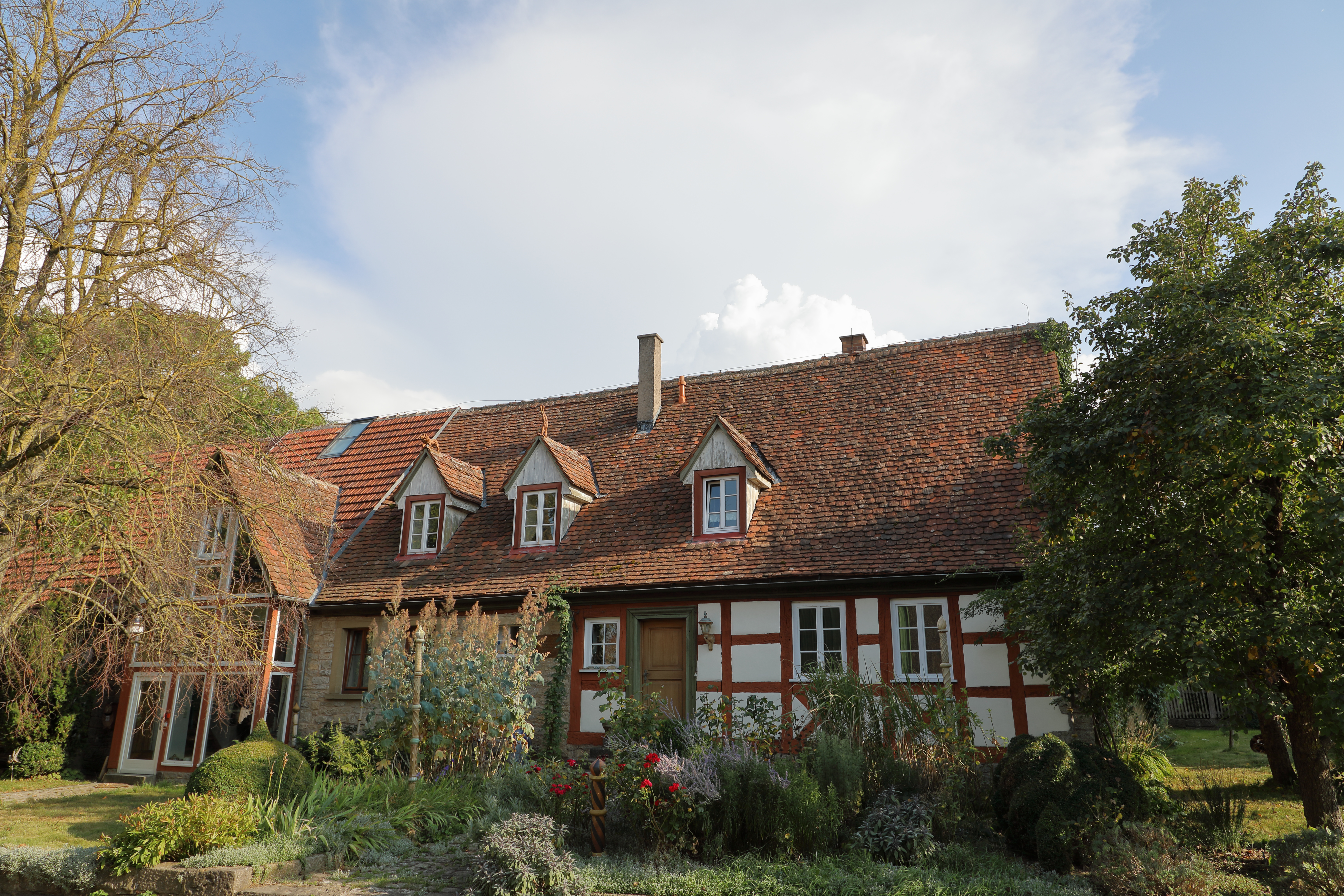
Keramikwerkstatt auf Hof Aischland

Hof Aischland (auch nur Aischland) ist ein Wohnplatz bei Weikersheim im Main-Tauber-Kreis im fränkisch geprägten Nordosten Baden-Württembergs.

## Geographie
Hof Aischland liegt etwa 300 Meter südlich von Weikersheim auf einer Anhöhe zwischen Tauber und Vorbach. Weitere umgebende Orte sind (im Uhrzeigersinn) Queckbronn im Osten, Laudenbach im Südosten, Honsbronn mit dem Weiler Bronn im Süden, das Gewerbegebiet Tauberhöhe im Südwesten und Elpersheim im Westen.

## Wasserturm
Der im Jahre 1951 errichtete Wasserturm Aischland hatte eine Höhe von 12 Metern. Er wurde mittlerweile abgerissen.

## Verkehr
Am Wohnplatz befindet sich die gleichnamige Straße Hof Aischland.